# Pagurus findleyi
Pagurus findleyi is een tienpotigensoort uit de familie van de Paguridae. De wetenschappelijke naam van de soort is voor het eerst geldig gepubliceerd in 2012 door Ayón-Parente & Hendrickx.